# Merremieae
Merremieae es una tribu de plantas con flores de la familia de las convolvuláceas que tiene los siguientes géneros.

## Géneros
- Decalobanthus, Hewittia, Hyalocystis, Merremia, Operculina, Xenostegia